# Aunac-sur-Charente
Aunac-sur-Charente est, à partir du 1er janvier 2017, une commune nouvelle française, située dans le département de la Charente, en région Nouvelle-Aquitaine.
Elle regroupe les communes d'Aunac, Bayers et Chenommet, et, à partir du 1er janvier 2025, celle de Moutonneau.

## Géographie

### Localisation et accès
Aunac-sur-Charente est une commune du Nord-Charente située sur la Charente à 7 km au nord de Mansle, 13 km au sud de Ruffec, et à 31 km au nord d'Angoulême.
Aunac-sur-Charente est aussi à 7 km au sud de Verteuil.

#### Communes limitrophes
| Chenon               | Poursac            |             |
| Lonnes, Fontenille   | Aunac-sur-Charente | Couture     |
| Moutonneau, Lichères | Mouton             | Saint-Front |

### Géologie et relief
Géologiquement, la commune est dans le calcaire du Jurassique du Bassin aquitain, comme tout le Nord-Charente. Plus particulièrement, le Callovien occupe la surface communale. La vallée de la Charente, à l'ouest, est couverte par des alluvions dont les plus anciennes ont formé une basse terrasse au bourg,,.
Le relief de la commune est celui d'un plateau descendant vers la vallée de la Charente qui occupe l'ouest.

## Urbanisme

### Typologie
Au 1er janvier 2024, Aunac-sur-Charente est catégorisée commune rurale à habitat dispersé, selon la nouvelle grille communale de densité à 7 niveaux définie par l'Insee en 2022.
Elle est située hors unité urbaine et hors attraction des villes,.

### Voies de communication et transports
La N 10 entre Angoulême et Poitiers passe à 4 km à l'ouest. Elle est aménagée en voie express 2x2 voies et on y accède par la D 27 et l'échangeur des Maisons Rouges.
La commune, en dehors des grands axes, est traversée par la D 27 qui va de Villefagnan à Chasseneuil.
La gare la plus proche est celle de Luxé (TER vers Angoulême et Poitiers), et la gare TGV d'Angoulême.

### Risques majeurs
Le territoire de la commune d'Aunac-sur-Charente est vulnérable à différents aléas naturels : météorologiques (tempête, orage, neige, grand froid, canicule ou sécheresse), inondations et séisme (sismicité modérée). Il est également exposé à un risque technologique, la rupture d'un barrage. Un site publié par le BRGM permet d'évaluer simplement et rapidement les risques d'un bien localisé soit par son adresse soit par le numéro de sa parcelle.

#### Risques naturels
Certaines parties du territoire communal sont susceptibles d’être affectées par le risque d’inondation par débordement de cours d'eau, notamment la Charente et la Tiarde. La commune a été reconnue en état de catastrophe naturelle au titre des dommages causés par les inondations et coulées de boue survenues en 1982, 1983, 1993 et 1999,.

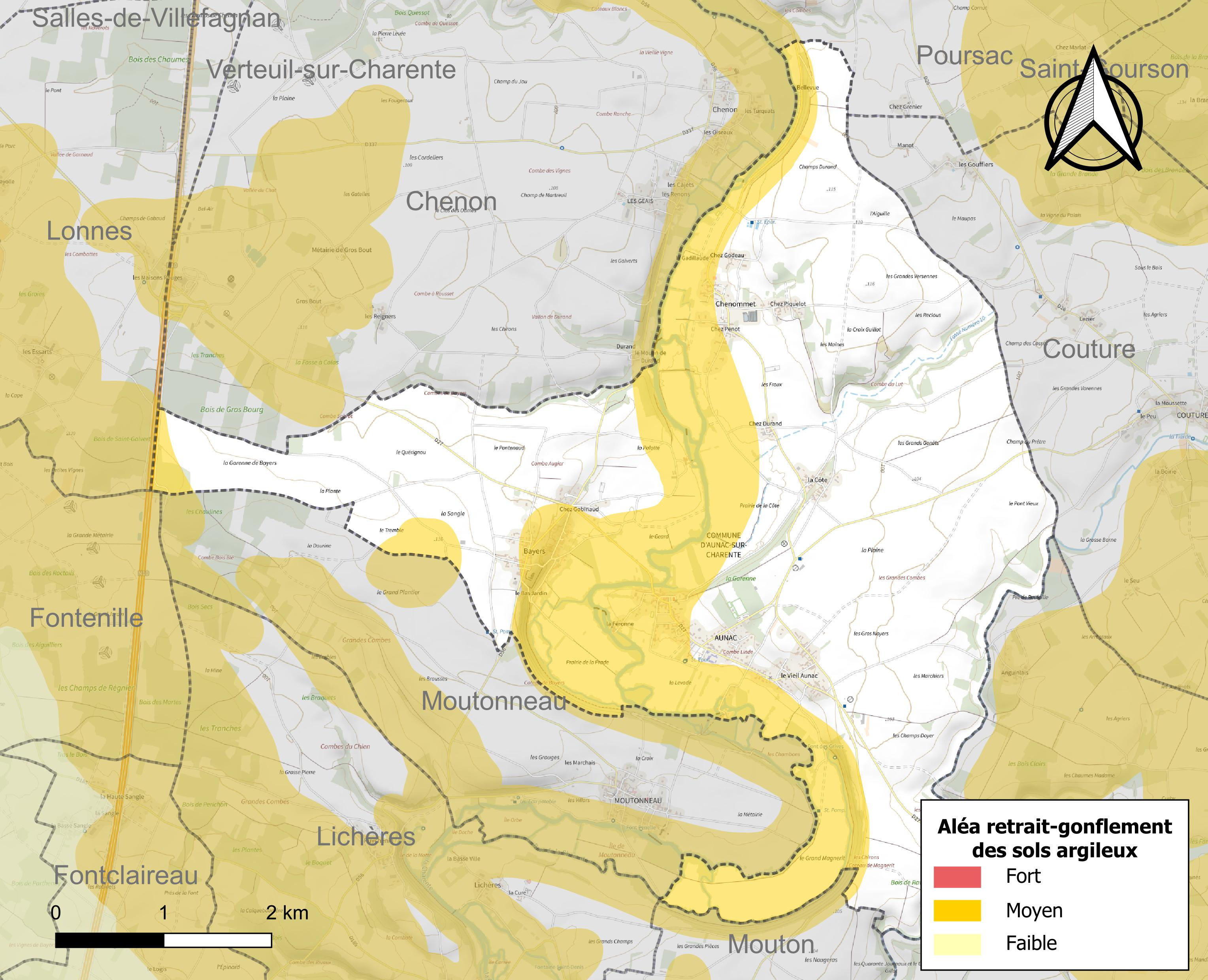
Carte des zones d'aléa retrait-gonflement des sols argileux d'Aunac-sur-Charente.

Le retrait-gonflement des sols argileux est susceptible d'engendrer des dommages importants aux bâtiments en cas d’alternance de périodes de sécheresse et de pluie. 29,5 % de la superficie communale est en aléa moyen ou fort (67,4 % au niveau départemental et 48,5 % au niveau national). Sur les 424 bâtiments dénombrés sur la commune en 2019,  205 sont en aléa moyen ou fort, soit 48 %, à comparer aux 81 % au niveau départemental et 54 % au niveau national. Une cartographie de l'exposition du territoire national au retrait gonflement des sols argileux est disponible sur le site du BRGM,.
Par ailleurs, afin de mieux appréhender le risque d’affaissement de terrain, l'inventaire national des cavités souterraines permet de localiser celles situées sur la commune.
Concernant les mouvements de terrains, la commune a été reconnue en état de catastrophe naturelle au titre des dommages causés par des mouvements de terrain en 1999.

#### Risques technologiques
La commune est en outre située en aval du barrage de Mas Chaban, un ouvrage de classe A. À ce titre elle est susceptible d’être touchée par l’onde de submersion consécutive à la rupture de cet ouvrage.

## Toponymie
Les formes anciennes sont Hanaco en 1330 et 1374, Hanado en 1376, Onaco (non daté) et Ounaco au XIVe siècle.
Selon Talbert, l'origine du nom d'Aunac remonterait à un personnage gallo-roman Aunus auquel est apposé le suffixe -acum, ce qui correspondrait au « domaine d'Aunus », et selon Dauzat, il proviendrait du latin alnus (aulne).

## Histoire
La commune nouvelle est créée par l'arrêté préfectoral du 1er janvier 2017. Elle regroupe les communes de Aunac, Bayers et Chenommet, qui deviennent des communes déléguées. Son chef-lieu se situe à Aunac.
Le 1er janvier 2025, Moutonneau rejoint la commune nouvelle. Le statut de communes déléguées est abandonné.

## Politique et administration

### Composition
À partir du 1er janvier 2025, la commune nouvelle est formée par la réunion de 4 anciennes communes : 

| Nom           | Code Insee | Intercommunalité    | Superficie (km2) | Population (dernière pop. légale) | Densité (hab./km2) |
| ------------- | ---------- | ------------------- | ---------------- | --------------------------------- | ------------------ |
| Aunac (siège) | 16023      | CC du Pays Manslois | 4,77             | 337 (2014)                        | 71                 |
| Bayers        | 16033      | CC du Pays Manslois | 3,59             | 119 (2014)                        | 33                 |
| Chenommet     | 16094      | CC du Pays Manslois | 4,43             | 164 (2014)                        | 37                 |
| Moutonneau    | 16238      | CC Cœur de Charente | 4,22             | 104 (2022)                        | 25                 |

### Liste des maires
| Période      | Période  | Identité             | Étiquette | Qualité |
| ------------ | -------- | -------------------- | --------- | ------- |
| janvier 2017 | 2020     | Anne-Marie Cheminade |           |         |
| 2020         | En cours | Didier Champaloux    |           |         |

## Population et société

### Démographie
L'évolution du nombre d'habitants est connue à travers les recensements de la population effectués dans la commune depuis sa création.

En 2022, la commune comptait 662 habitants, en évolution de +7,47 % par rapport à 2016 (Charente : −0,48 %, France hors Mayotte : +2,11 %).
| 2015 | 2020 | 2022 |
| ---- | ---- | ---- |
| 619  | 574  | 662  |

### Enseignement
Aunac-sur-Charente possède une école primaire, l'école intercommunale "des Ondines"
comprenant quatre classes. Le secteur du collège est Mansle.

### Services et vie locale
La commune contient une boulangerie, une boucherie, un café, une épicerie, un coiffeur et un bureau de poste.

## Économie
Il convient de se reporter aux articles consacrés aux anciennes communes fusionnées.

## Culture locale et patrimoine

### Lieux et monuments
Il convient de se reporter aux articles consacrés aux anciennes communes fusionnées.

### Personnalités liées à la commune
Il convient de se reporter aux articles consacrés aux anciennes communes fusionnées.